# Hrubov
Hrubov (in ungherese Rubó, in tedesco Rubau) è un comune della Slovacchia facente parte del distretto di Humenné, nella regione di Prešov.
Hrabovec viene citato per la prima volta nel 1478 quale possedimento della Signoria di Humenné. Nel XIX secolo passò ai Szirmay, nobili provenienti dall'attuale Voivodina. Nel 1944 le truppe naziste per rappresaglia bruciarono il villaggio, i cui abitanti davano un consistente appoggio alle bande partigiane.